# Серия „Практики“
„Практики“ е книжна серия на издателство „Център за психосоциална подкрепа“.
В серията се издават книги с теоретична и практическа насоченост в областта на психоанализата и арттерапията, насочени главно към децата и юношите и техните родители.

## Книги
- Патрик Деларош. Юношеството. Изд. Център за образователни програми и социални инициативи, 2004
- Франсоаз Долто. Несъзнаваният образ на тялото. Изд. Център за психосоциална подкрепа, 2005
- Патрик Ландман. Фройд. Изд. Център за психосоциална подкрепа, 2006
- Мо Манони. Изоставащото дете и неговата майка. Изд. Център за психосоциална подкрепа, 2006
- Диана Циркова. Психологично консултиране на деца, юноши и родители. Изд. Център за психосоциална подкрепа, 2007
- Колектив. Антисоциалното поведение – теория и терапия. Изд. Център за психосоциална подкрепа, 2008
- Доналд Уиникът. От педиатрия към психоанализа. Изд. Център за психосоциална подкрепа, 2008
- Патрик Деларош. Трябва ли да се отстъпва пред юношите? Изд. Център за психосоциална подкрепа, 2009
- Патрик Деларош. Родители, осмелете се да кажете не! Изд. Център за психосоциална подкрепа, 2010
- Сюзън Бакълтър. Практическа арт терапия. Изд. Център за психосоциална подкрепа, 2010
- Патрик Деларош. Проблемите на юношеството. Изд. Център за психосоциална подкрепа, 2011
- Филип Грание и Жан-Жак Московиц. За какво служи психоанализата? Изд. Център за психосоциална подкрепа, 2012
- Колектив. Работа в екип със страдащото бебе и дете. Изд. Център за психосоциална подкрепа, 2013
- Сюзън Дарли и Уенди Хийт. Практическо ръководство по експресивна арт терапия. Изд. Център за психосоциална подкрепа, 2013
- Елка Божкова. Истината за психичните болести. Изд. Център за психосоциална подкрепа, 2013
- Славой Жижек. Как да четем Лакан? Изд. Център за психосоциална подкрепа, 2014
- Кати Еванс и Янек Дубковски. Отвъд думите – арт терапия с деца от аутистичния спектър. Изд. Център за психосоциална подкрепа, 2014
- Паоло Нил, Елън Левин и Стивън Левин. Принципи и практика в експресивната арт терапия. Изд. Център за психосоциална подкрепа, 2015
- Катрин Вание. Да се родиш недоносен. Изд. Център за психосоциална подкрепа, 2016
- Дарийн Лийдър. Новото черно. Траур, меланхолия и депресия. Изд. Център за психосоциална подкрепа, 2016
- Патрик Ландман и Жерар Помие. Изтласкване. Защо се появява и как се проявява? Изд. Център за психосоциална подкрепа, 2018
- Патрик Деларош. От любовта към другия до любовта към себе си: Нарцисизма в психоанализата. Изд. Център за психосоциална подкрепа, 2018
- Доналд Мелцер. Проучвания на аутизма. Изд. Център за психосоциална подкрепа, 2019
- Колектив. Добре дошли в приемната за родители и деца. Изд. Център за психосоциална подкрепа, 2019
- Жан Пиаже. Детската представа за света. Изд. Център за психосоциална подкрепа, 2019
- Дариън Лийдър. Какво е лудостта? Изд. Център за психосоциална подкрепа, 2019